# Araponga (telenovela)
Araponga é uma telenovela brasileira produzida e exibida pela TV Globo de 15 de outubro de 1990 a 29 de março de 1991, em 143 capítulos. 
Escrita por Dias Gomes, Lauro César Muniz e Ferreira Gullar, teve direção de Cecil Thiré (também diretor geral), Fred Confalonieri, Lucas Bueno e Luiz Antônio Piá.
Contou com as atuações de Tarcísio Meira, Christiane Torloni, Taumaturgo Ferreira, Paulo José, Lúcia Veríssimo, Flávio Galvão, Ary Fontoura, Eloísa Mafalda, Edgard Amorim e Carla Marins nos papéis principais.

## Sinopse
O senador Petrônio Paranhos presta uma entrevista à jornalista Magali Santanna, que está apenas interessada em saber sobre o seu romance com Arlete, jovem ambiciosa disposta a engravidar dele por fertilização in vitro. Para conseguir esse furo, Magali aceitou entrevistar o político em um quarto de motel — condição imposta por ele. Porém, Paranhos tem uma síncope e morre durante a entrevista.
O detetive Aristênio Catanduva, que vigiava o senador, investiga o caso. De codinome Araponga, ele é um sujeito atrapalhado que trabalha para a Polícia Federal depois de muitos serviços prestados à ditadura militar, conservando, porém, ideias e hábitos do velho regime, tanto que tenta convencer seus superiores da necessidade de reativar o Serviço Nacional de Informações (SNI), órgão da polícia política.
Araponga começa a teorizar conspirações e criar elos imaginários entre pessoas e situações. Suas ideias delirantes são reforçadas pelas mentiras do informante Tuca Maia, que vai trabalhar no mesmo jornal que Magali e tenta engabelar todo mundo. Ao manter contato com a jornalista, Araponga se apaixona pela moça, o que põe em risco sua missão investigativa.

## Elenco
| Interprete                   | Personagem                                |
| ---------------------------- | ----------------------------------------- |
| Tarcísio Meira               | Aristênio Catanduva (Araponga)            |
| Christiane Torloni           | Magali Santanna Martins                   |
| Taumaturgo Ferreira          | Arthur da Costa Maia (Tuca Maia)          |
| Paulo José                   | Érico Martins                             |
| Lúcia Veríssimo              | Tamara Paranhos Nogueira                  |
| Eloísa Mafalda               | Zuleide Maciel Santanna                   |
| Ary Fontoura                 | Perácio Santanna                          |
| Gracindo Júnior              | Bernardo de Jesus Alves                   |
| Luíza Brunet                 | Dalila Pereira Gomes                      |
| Milton Gonçalves             | Joselino Ramos (Zé das Couves)            |
| Edwin Luisi                  | Caio Alves Nogueira                       |
| Flávio Galvão                | João Paulo Nogueira                       |
| Zilka Salaberry              | Marcolina Catanduva (Marocas)             |
| Carla Marins                 | Arlete Cunha                              |
| Ewerton de Castro            | Marcos Jansen                             |
| Rogério Fróes                | Nilo Paiva (Gavião)                       |
| Dira Paes                    | Ana Maria (Nininha)                       |
| Elizabeth Gasper             | Marieta Moreira                           |
| Heloísa Helena               | Zoraíde Parnahos (Zora)                   |
| Ângela Vieira                | Jurema Santiago                           |
| Rodrigo Santiago             | Germano Fontes                            |
| Marcos Wainberg              | Décio Palmeira                            |
| Edgard Amorim                | Perácio Maciel Santanna Filho (Peracinho) |
| Ítalo Rossi                  | Zacarias Duarte (Zaca)                    |
| Eduardo Galvão               | Felipe Costa                              |
| Maria Odette                 | Clotilde (Clô)                            |
| Benjamin Cattan              | Alexandre Pacheco                         |
| Monique Lafond               | Elizabeth                                 |
| Luísa Thiré                  | Lúcia (Lucinha)                           |
| Tiago Justino                | Whitehouse                                |
| Cláudio Curi                 | Paulino                                   |
| Adriana Lessa                | Tina McCarlton                            |
| Roberto Frota                | Faisão Dourado                            |
| Jayme Leibovitch             | Jonathan Palmer                           |
| Éder Sá                      | Alberto Amorim                            |
| Darlene Glória               | Dayse Sheldon                             |
| Léa Garcia                   | Raimunda Ramos (Mundica)                  |
| Fernanda Muniz               | Cláudia                                   |
| Nancy Galvão                 | Emília                                    |
| João Signorelli              | Escubidú                                  |
| Serginho                     | Rigoletto                                 |
| Ana Maria Nascimento e Silva | Celene                                    |
| Anselmo Vasconcelos          | Bitola                                    |
| Cláudio Cunha                | Coruja                                    |
| Ivan Setta                   | Preá                                      |
| Marco Miranda                | Pipoca                                    |
| Yvan Mesquita                | Mão de Gato                               |
| Tereza Biggs                 | Dinalva                                   |
| Aleph del Moral              | Dico                                      |

### Participação especial
| Interprete     | Personagem        |
| -------------- | ----------------- |
| Paulo Gracindo | Petrônio Paranhos |

## Produção e exibição
O roteiro de Araponga foi desenvolvido em conjunto por Dias Gomes, Lauro César Muniz e Ferreira Gullar, que escreviam os capítulos individualmente e reuniam-se para discutir o rumo geral da história. O título da novela (que a princípio seria Ponto Futuro) foi dado por Gomes em referência ao uso costumeiro de codinomes por espiões do serviço de informações da ditadura militar brasileira — estes usavam nomes de animais. O protagonista, ex-agente do regime, adota o da ave araponga. A obra mantinha a estrutura de uma telenovela, mas com ritmo de minissérie.
Estava previsto que a trama substituísse Rainha da Sucata na faixa das 20 horas a partir do segundo semestre de 1990, porém por questões estratégicas a TV Globo remanejou-a para um horário alternativo na programação, sendo exibida a partir das 21h30. O objetivo era evitar que os telespectadores migrassem da emissora para assistir a Pantanal, trama da Rede Manchete que frequentemente registrava índices de audiência próximos e superiores aos da concorrente naquele horário. Para as 20h, a Globo encomendou outra história substituta, sendo escrita por Cassiano Gabus Mendes, Meu Bem, Meu Mal, que estreou em outubro daquele ano. Araponga foi a única produção de sua faixa de exibição, descontinuada. Antes de Araponga, a última novela a ser exibida em horário fora do habitual, 18, 19 e 20h, foi "Eu Prometo", exibida em 1983, apresentada as 22:15h,  último trabalho de Janete Clair que faleceu durante a exibição da novela, sendo esta concluída por Glória Perez. A TV Globo ficou sem exibir novelas nesse horário até 2011, quando resolveu experimentar uma nova faixa, às 23 horas. 20 anos após o término de Araponga a emissora exibiu o remake de "O Astro", obra de Janete Clair, escrita em 64 capítulos por Alcides Nogueira e Geraldo Carneiro.

## Música

### Nacional
| N.º            | Título                                | Música                       | Personagens             | Duração |  |
| 1.             | "Arabond (Instrumental)"              | Nova Era                     | Aristênio (Araponga)    | 02:44   |  |
| 2.             | "Carta Marcada (Uma Mulher)"          | Simone                       | Magali                  | 04:31   |  |
| 3.             | "Senta a Pua"                         | Lulu Santos                  | Arlete                  | 03:37   |  |
| 4.             | "Imensamente Só"                      | Sandra de Sá                 | Jurema                  | 05:26   |  |
| 5.             | "Dias de Lua"                         | Emílio Santiago              | Tamara                  | 03:35   |  |
| 6.             | "Estou de Volta"                      | Stryx                        | João Paulo              | 04:46   |  |
| 7.             | "Agente Secreto (Instrumental)"       | Ary Sperling & Milton Guedes | Aristênio (Araponga)    | 02:09   |  |
| 8.             | "Araponga Mix (Instrumental)"         | D.J. Marcelo Mansur          | Abertura                | 02:56   |  |
| 9.             | "Estrelas de Outubro"                 | Selma Reis                   | Érico                   | 04:24   |  |
| 10.            | "Nojento"                             | M.C. Batata                  | Arthur Maia (Tuca Maia) | 03:12   |  |
| 11.            | "Se Eu Quiser Falar Com Deus"         | Ithamara Koorax              | Bernardo                | 04:31   |  |
| 12.            | "Fibra de Herói (Bandeira do Brasil)" | Banda do Condomínio          | Perácio                 | 03:18   |  |
| 13.            | "Melhores Momentos"                   | Alcione                      | Marieta                 | 04:58   |  |
| 14.            | "Idas e Voltas"                       | Kátia                        | Ana Maria (Nininha)     | 04:11   |  |
| Duração total: | Duração total:                        | Duração total:               | Duração total:          | 54:25   |  |

### Internacional
| N.º            | Título                                                | Música                | Personagens             | Duração |  |
| 1.             | "Secret Agent Man"                                    | Johnny Rivers         | Aristênio (Araponga)    | 03:04   |  |
| 2.             | "Teach Me Tiger!"                                     | April Stevens         | Dalila                  | 02:35   |  |
| 3.             | "Never My Love"                                       | The Association       | Ana Maria (Nininha)     | 03:09   |  |
| 4.             | "Respect"                                             | Aretha Franklin       | Arlete                  | 02:26   |  |
| 5.             | "Hurdy Gurdy Man"                                     | Donovan               | Érico                   | 03:16   |  |
| 6.             | "The Pink Panther Theme (Instrumental)"               | Henry Mancini         | Tema Geral              | 02:37   |  |
| 7.             | "Lazy"                                                | Tab (Big Voice) Smith | Dayse Sheldon           | 03:41   |  |
| 8.             | "How Can You Mend a Broken Heart?"                    | Bee Gees              | Magali                  | 03:57   |  |
| 9.             | "A Little Bit Me, A Little Bit You"                   | The Monkees           | João Paulo e Tamara     | 02:50   |  |
| 10.            | "Turn! Turn! Turn! (To Everything There Is a Season)" | The Byrds             | Locação: Rio de Janeiro | 03:35   |  |
| 11.            | "That's What i Want"                                  | The Square Set        | Locação: São Paulo      | 04:04   |  |
| 12.            | "Don't Play That Song (You Lied)"                     | Ben E. King           | Jurema                  | 02:51   |  |
| 13.            | "Skyhigh"                                             | Jigsaw                | Tema Geral              | 04:03   |  |
| 14.            | "Night Lovers (Instrumental)"                         | Charles Marx          | Marieta                 | 03:26   |  |
| Duração total: | Duração total:                                        | Duração total:        | Duração total:          | 45:41   |  |